# Морген, Рафаэль
Рафаэль Санцио Морген (итал. Raffaello Sanzio Morghen; 19 июня 1758, Неаполь — 8 апреля 1833, Флоренция) — итальянский гравёр неоклассического направления. Работал в технике офорта и резца.

## Биография
Рафаэль Морген родился в Неаполе в немецкой семье и получил имя в честь выдающегося итальянского художника Рафаэля Санти.. Первые навыки гравирования получил у отца Филиппо Моргена, также гравёра, который переехал в Неаполь по приглашению короля Карла Бурбонского (будущего Карла III), учился также у дяди Джованни, а затем в Риме в 1779 году у Джованни Вольпато, чьим покровителем был посол Джироламо Зулиан, энтузиаст искусства, который поселил его в Палаццо Венеция вместе с Антонио Кановой.
В 1782 году он женился на Доменике, дочери Вольпато, и помогал мастеру в работе над гравюрами по росписям Рафаэля в ватиканских станцах. Гравюра, изображающая Мессу в Больсене, подписана его именем.

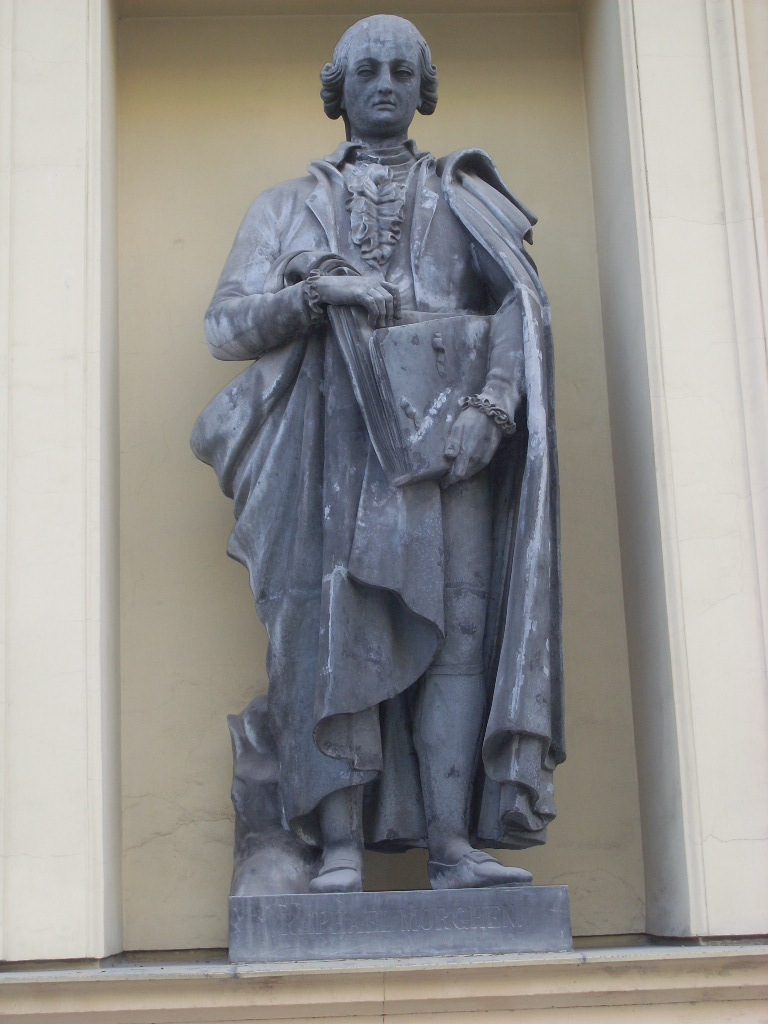
Статуя Рафаэля Моргена на фасаде здания Нового Эрмитажа в Санкт-Петербурге. Модель: 1843—1844

В 1782 году Морген был приглашён во Флоренцию чтобы гравировать картины галереи Уффици. В 1790 году посетил Неаполь, но от работы при дворе Бурбонов отказался. В 1794 году по приглашению великого герцога Тосканского Фердинанда III он переехал во Флоренцию, чтобы преподавать технику гравюры на дереве в Академии изящных искусств, где также обучались скульпторы Лоренцо Бартолини и Джованни Дюпре.
Его репутация стала столь велика, что побудила художников Флоренции рекомендовать его великому герцогу как подходящего мастера для гравирования «Тайной вечери» Леонардо да Винчи. Однако, помимо ветхого состояния самой картины, рисунок, сделанный для Моргена, был недостоин оригинала, и, следовательно, гравюра, хотя и является превосходным произведением в техническом отношении, не даёт правильного представления о произведении Леонардо. Слава Моргена, однако, вскоре распространилась по всей Европе. В 1803 году Институт Франции избрал его в свой состав. В 1812 году Наполеон Бонапарт пригласил художника в Париж и оказал ему самые лестные знаки внимания.
Рафаэль Морген скончался во Флоренции. Похоронен в церкви Сан-Мартино в Монтуги. В левом нефе базилики Санта-Кроче во Флоренции находится кенотаф и памятник Моргену, созданный Одоардо Фантаккьотти в 1854 году на средства учеников мастера.
Каталог гравюр Моргена, изданный в 1810 году, включает 200 произведений по оригиналам выдающихся живописцев, среди них «Преображение» Рафаэля, «Голова Спасителя» Леонардо да Винчи, «Колесница Авроры» Гвидо Рени, «Мария Магдалина» Мурильо, портреты Данте, Тассо, Ариосто, Петрарки. Они также включают гравюры с изображениями Тесея и Минотавра по скульптурам Антонио Кановы и памятник папе Клименту XIII, также работы Кановы.
Высоко оценивая технику гравирования Рафаэля Моргена, немецкий историк искусства Пауль Кристеллер отмечал: «Офортом Морген пользуется лишь для нанесения на доску предварительного рисунка. Все линии он проводит резцом с величайшей ясностью и чистотой».
В числе его известных учеников — Гальганьо Чиприани.

## Галерея

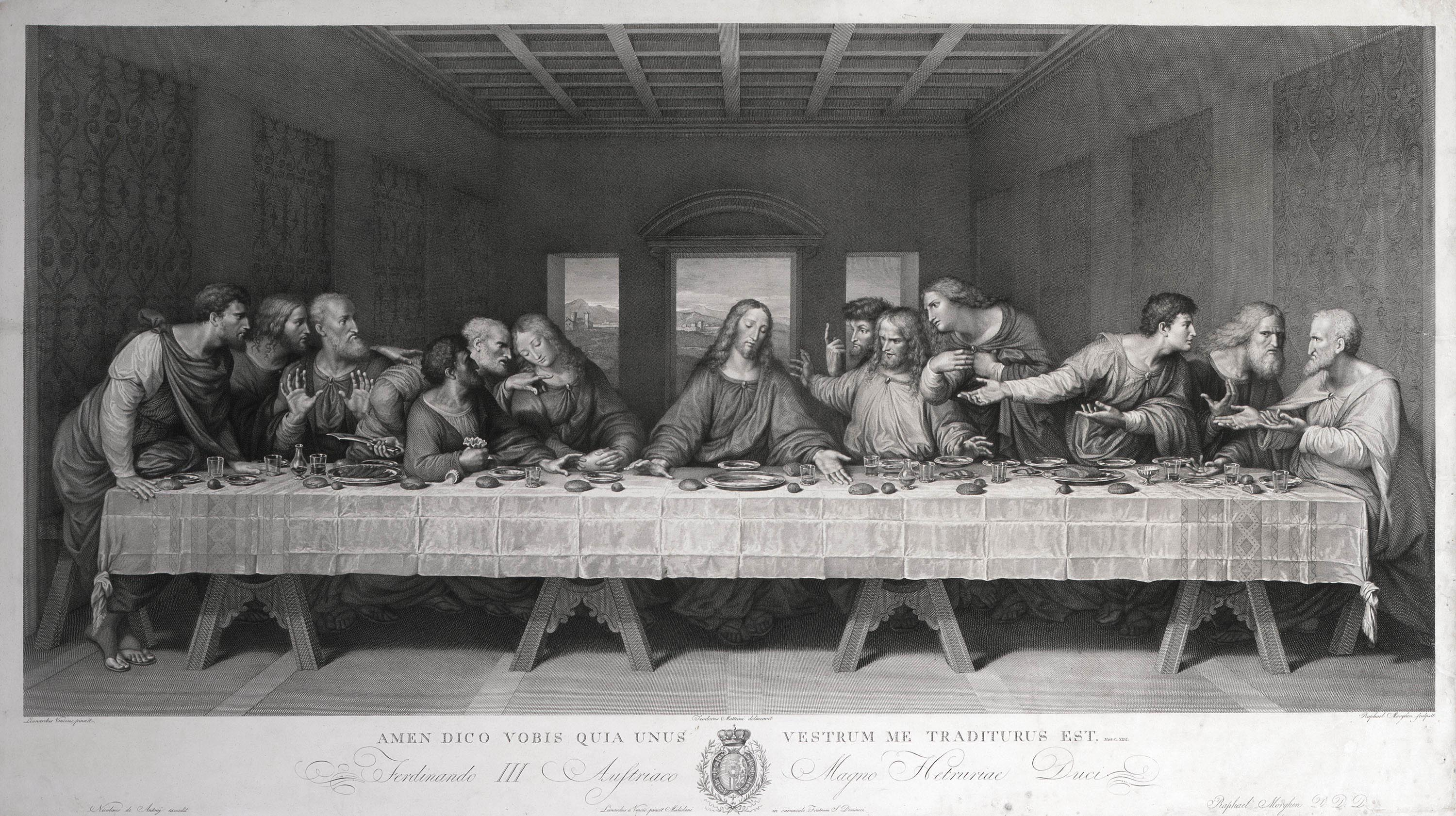
Тайная вечеря. По оригиналу Леонардо да Винчи. Между 1768 и 1833. Гравюра резцом на меди
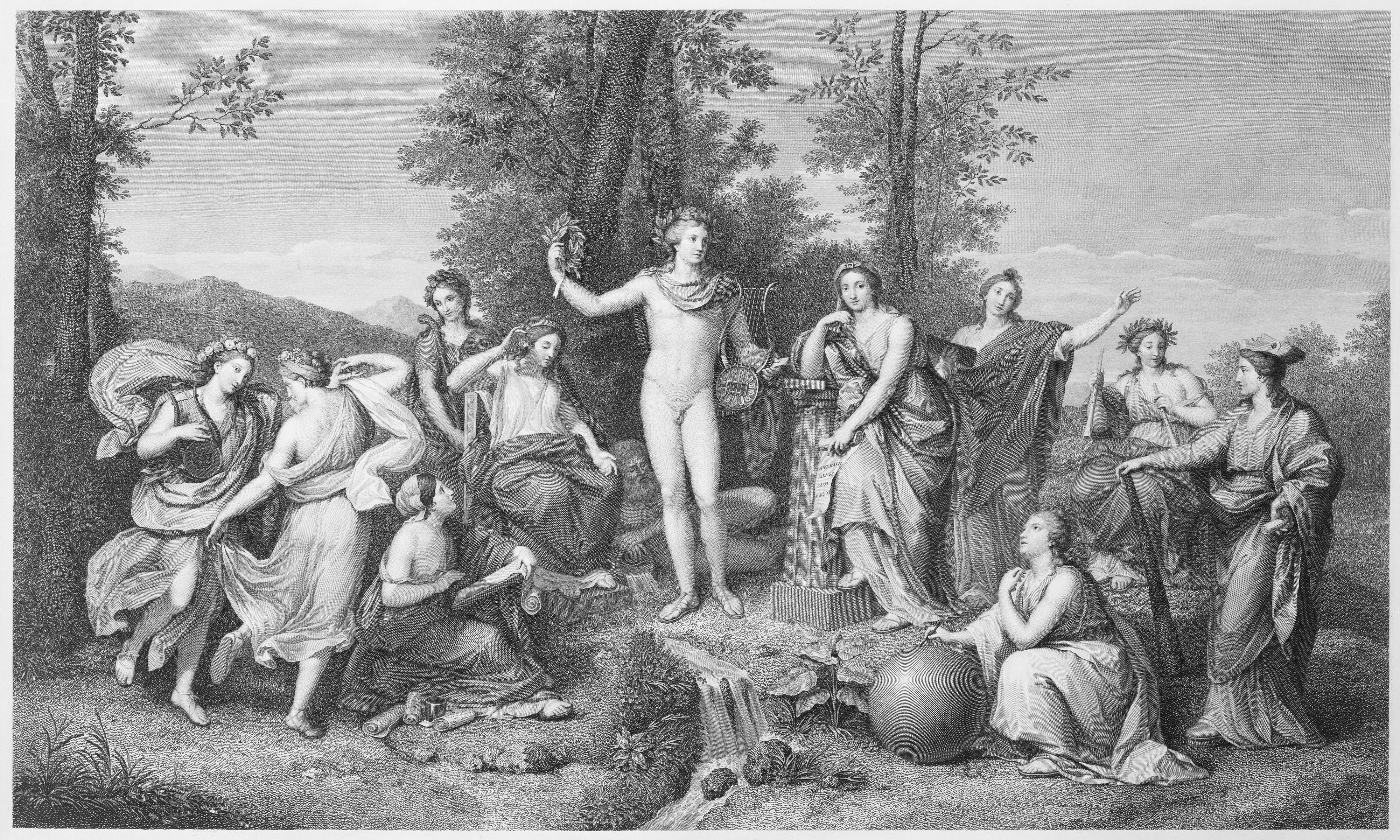
Парнас. По фреске А. Р. Менгса. 1784. Гравюра резцом
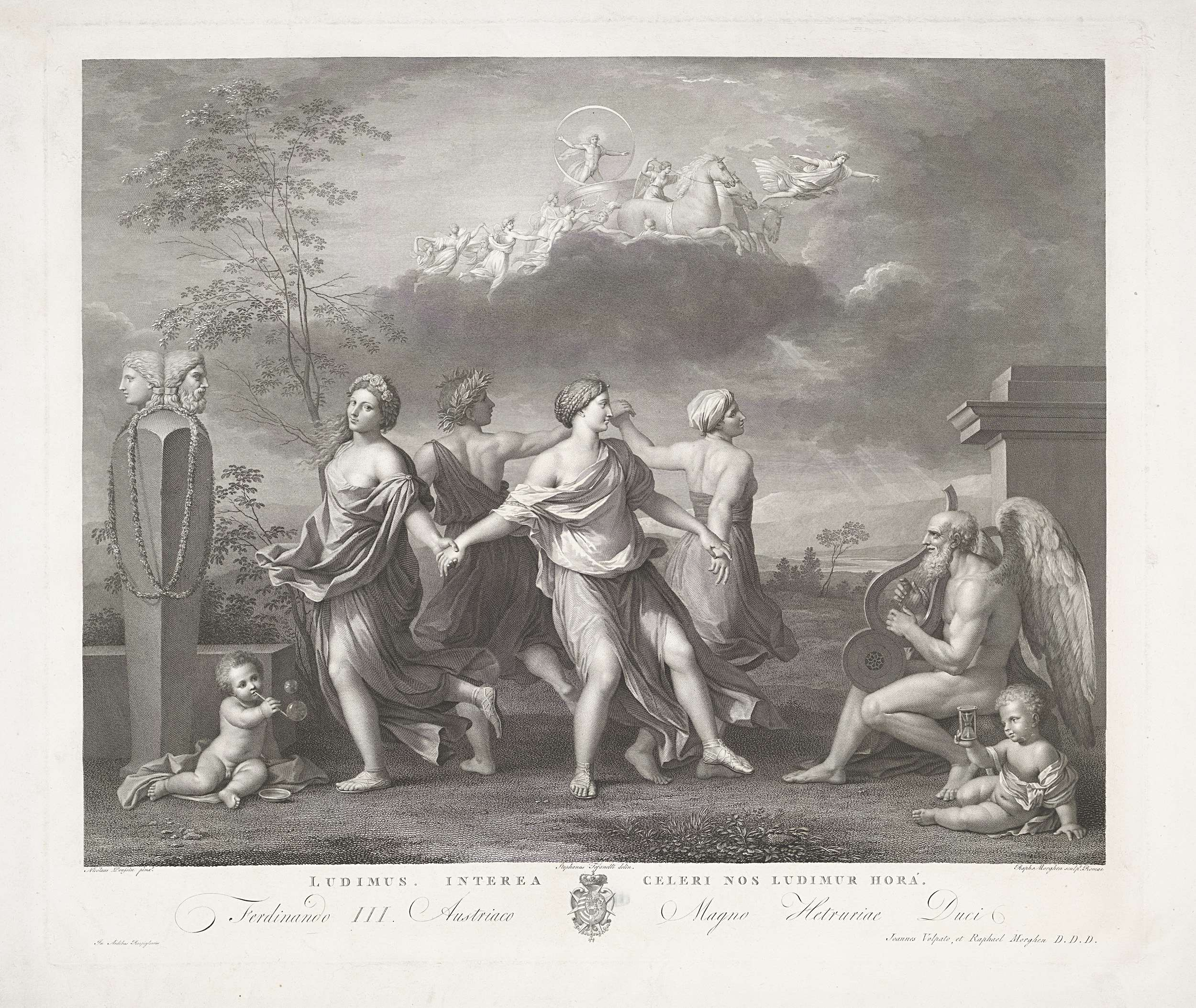
Танец времени. По оригиналу С. Тофанелли. Между 1768 и 1833. Офорт, резец
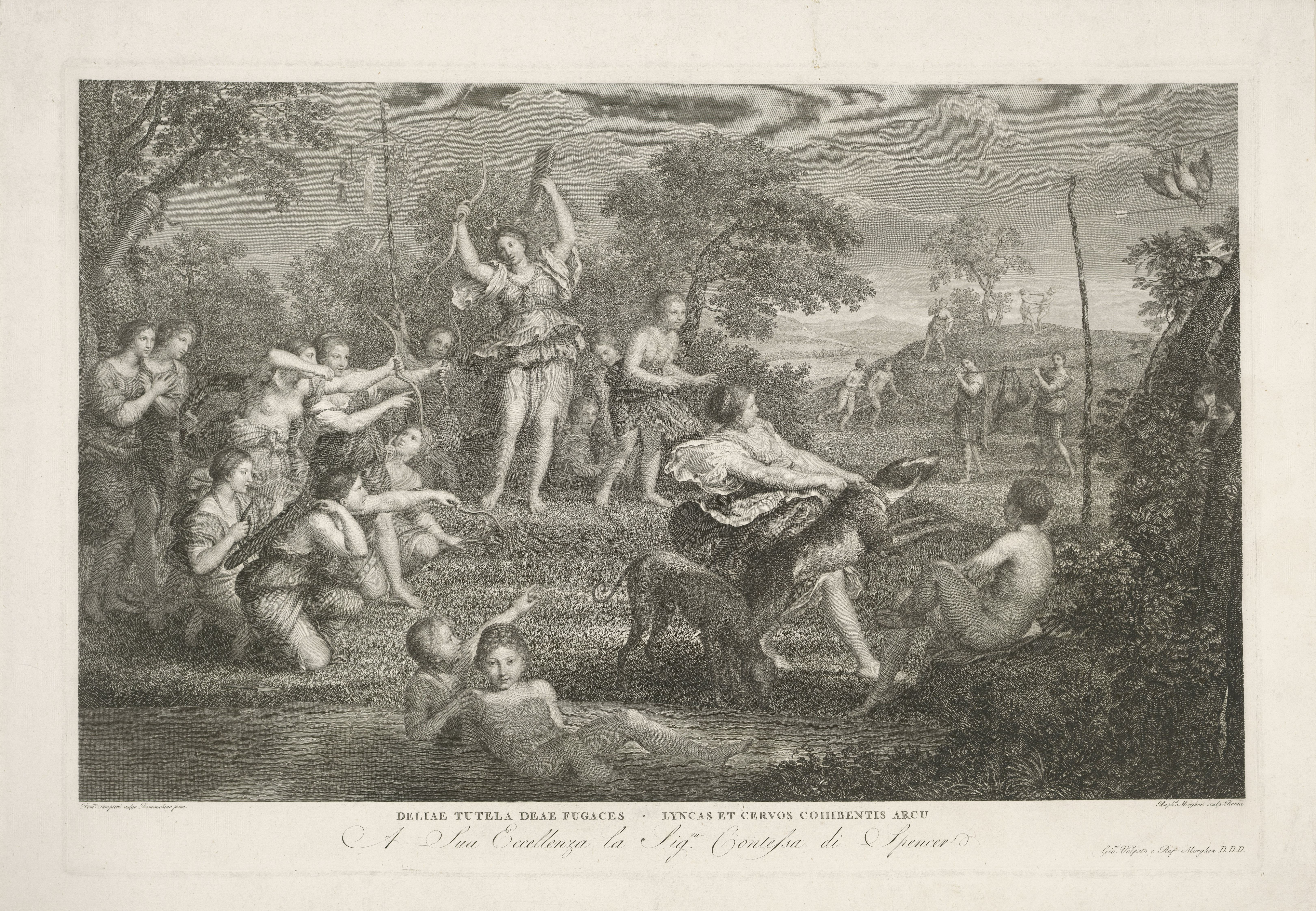
Соревнования по стрельбе из лука Дианы и её нимф. Между 1768 и 1833. Офорт, резец
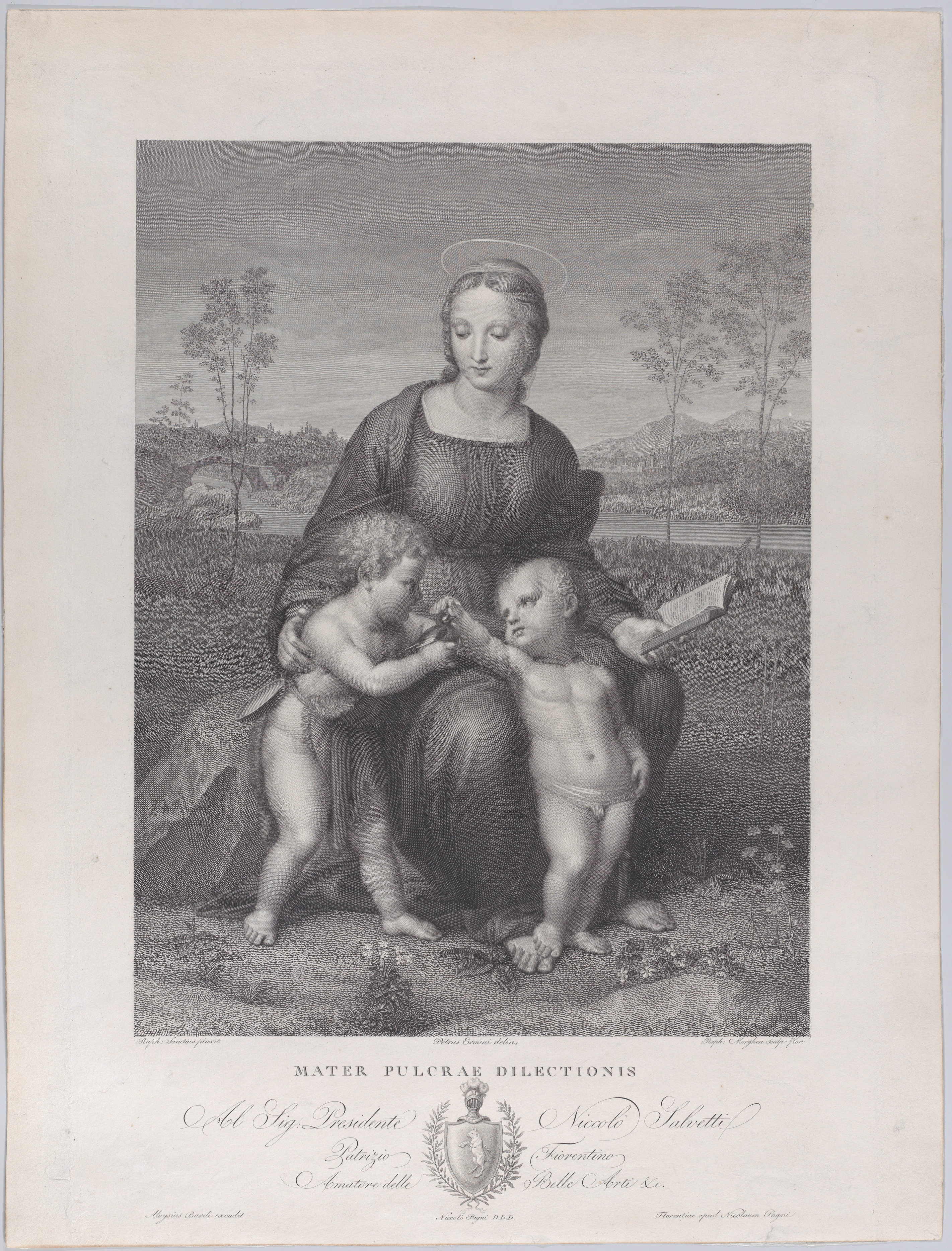
Мадонна со щеглом. По картине Рафаэля Санти. 1814. Гравюра резцом на меди
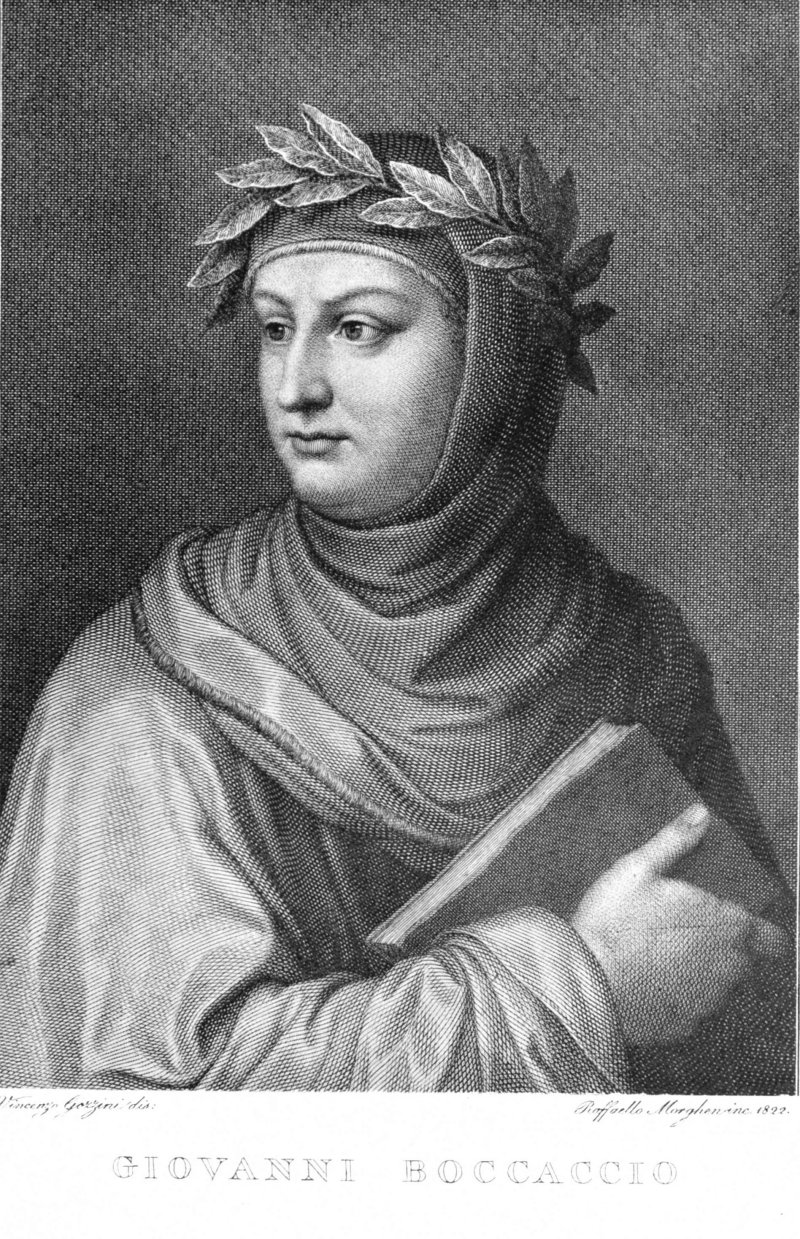
Портрет Джованни Боккаччо. Ок. 1822. Офорт, резец
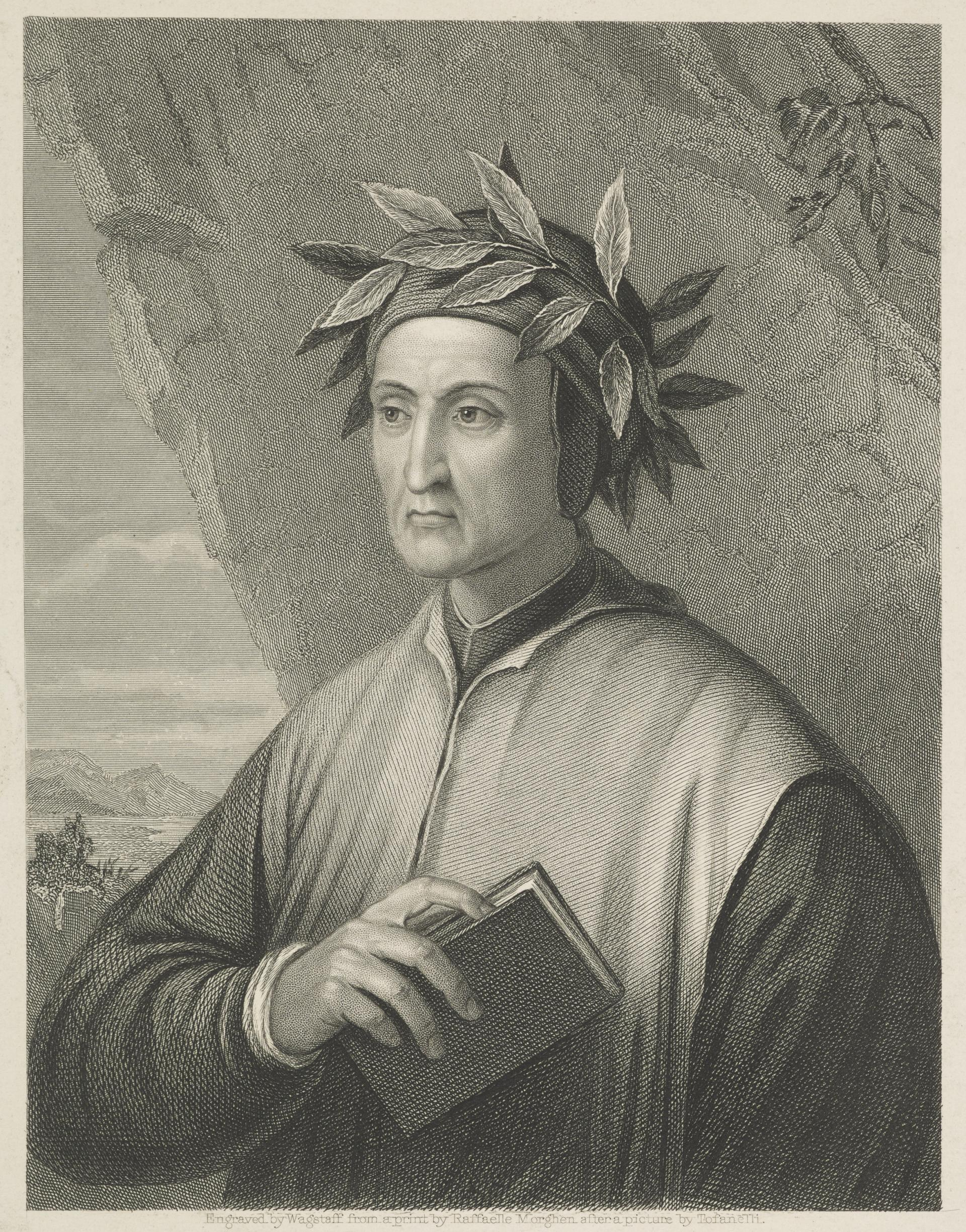
Портрет Данте Алигьери. Офорт, резец